# Фишер, Эмиль Герман
Эмиль Герман Фи́шер (нем. Hermann Emil Fischer; 9 октября 1852, Ойскирхен — 15 июля 1919, Берлин) — немецкий химик, лауреат Нобелевской премии по химии 1902 года.

## Биография
Фишер родился в Ойскирхене, близ Кёльна, в семье бизнесмена. После окончания школы он хотел заниматься естественными науками, однако его отец вынудил его заниматься в семейном бизнесе, пока не убедился в его непригодности.
Фишер поступил в Боннский университет в 1872 году, но уже в том же году перевёлся в Страсбургский университет. Окончив его в 1874 году с работой по фталеину, был оставлен при университете. В 1875 году он отправился в Мюнхенский университет и в 1879 году стал профессором химии. В 1881 году назначен профессором в Университете в Эрлангене. В 1888 году приглашён профессором химии в Вюрцбургский университет. В 1892 году приглашён в Университет в Берлине, где он проработал до самой смерти в 1919 году.

## Исследования
- 1875 — синтез фенилгидразина, который был им применён как качественный реактив на альдегиды и кетоны, а впоследствии для идентификации моносахаридов
- 1882 — исследование строения пуриновых соединений, которые привели в дальнейшем к синтезу многих важных веществ (кофеина, теобромина и др.)
- с 1884 — масштабные исследования углеводов, определение состава и структуры, разработка номенклатуры
- 1890 — синтез виноградного и фруктового сахара
- 1894 — применение ферментов для синтеза химических соединений
- с 1899 — исследования по химии белков
- 1901 — разработка эфирного метода анализа аминокислот, открытие аминокислот валина, пролина и оксипролина
- 1902 — Э. Фишер предложил пептидную теорию строения белка
- 1903 — синтез диэтилбарбитуровой кислоты (веронал, барбитал)[4].
- 1907 — синтез полипептидов
- 1916 — доказал сходство естественных пептонов с полипептидами осуществив синтез полипептида из 19 аминокислот (совместно с Абдергальденом).

Лауреат Нобелевской премии по химии за 1902 год за работы по исследованию сахаров и пуринов, синтез глюкозы.
Иностранный член-корреспондент Петербургской Академии наук с 1899, почётный член с 1913.
Имя Фишера носит значительное количество методов в химии, в частности:
- Реакция Фишера
- Проекция Фишера

## Память

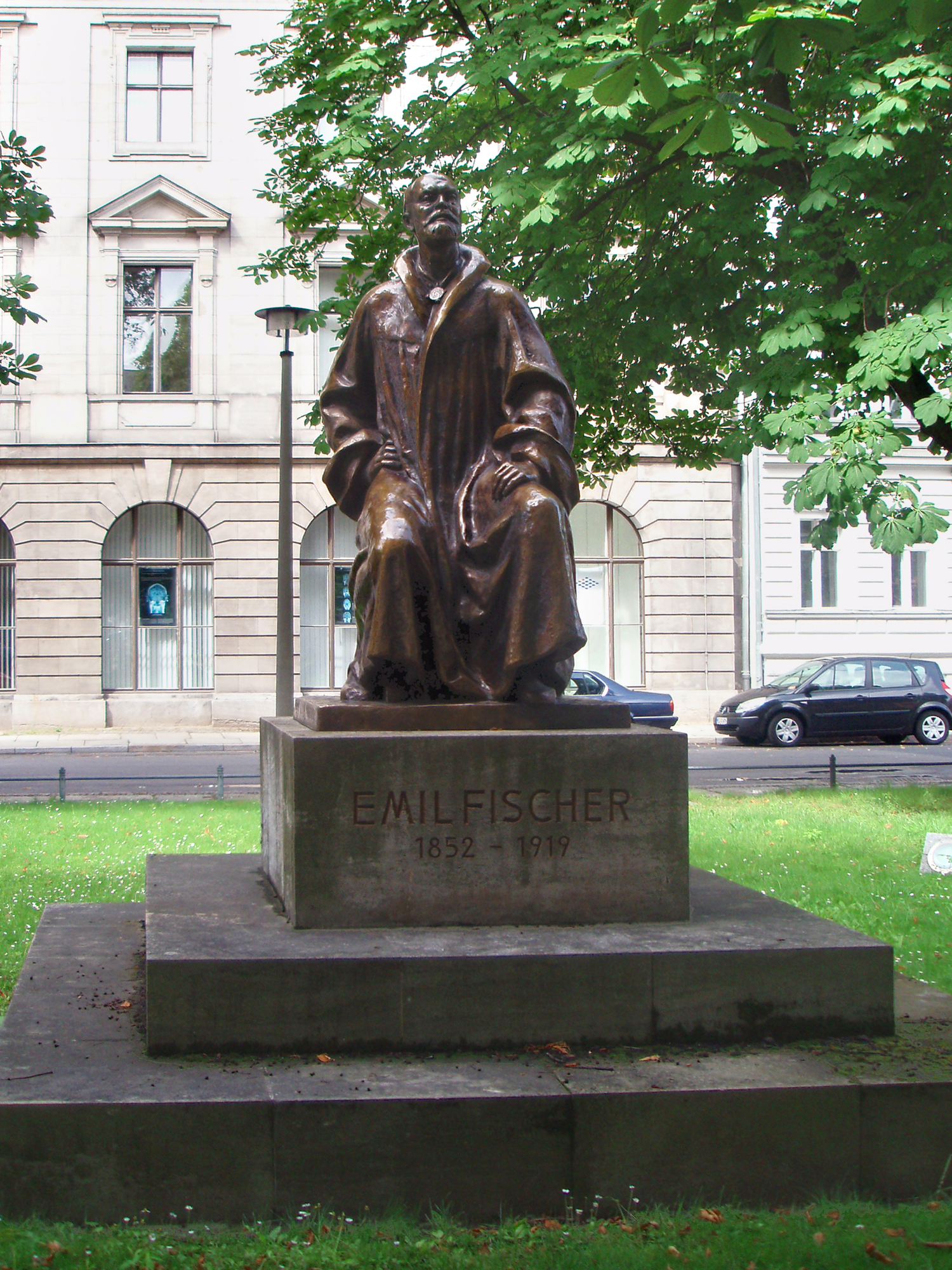
Памятник Эмилю Герману Фишеру в Берлине

- В честь Э. Фишера Общество немецких химиков учредило медаль его имени[нем.].
- В 1976 г. Международный астрономический союз присвоил имя Фишера кратеру на обратной стороне Луны (совместно с Хансом Фишером).
- Фишер, Эмиль (1852-1919). Избранные труды / изд. подгот. А.Н. Шамин ; [отв. ред. М.А. Прокофьев]. - Москва : Наука, 1979. - 639 с., 1 л. портр. : ил.; 22 см. - (Классики науки).

## Награды
- Нобелевская премия по химии (1902)
- Орден Pour le Mérite
- Медаль Дэви (1890)
- Медаль Котениуса (1898)
- Фарадеевская лекция (1907)
- Медаль Гельмгольца (1909)
- Медаль Эллиота Крессона (1913).